# Bali-Sasaktalen
De Bali-Sasak-Soembawa-talen vormen een taalfamilie van drie talen binnen de Malayo-Polynesische taalfamilie.

Taalfamilies zijn groen omcirkeld!

## Classificatie
- Austronesische talen (1268)
  - Malayo-Polynesische talen (1248)
    - Bali-Sasak-talen (3)

## Talen
- Balinees
- Sasak
- Soembawarees

## Grammatica
Deze drie talen werden tezamen geclassificeerd, onder meer omdat ze de typische werkwoordsuffixen -ang en -in delen. Hierop bestaan echter twee belangrijke uitzonderingen:
- In het Meno-Mene, een Sasak-dialect, ontbreekt het suffix -in.
- In het Soembawarees ontbreekt het suffix -ang.

## Verspreiding van de sprekers
- Indonesië: 6 300 000; In de top tien van meest gesproken talen in Indonesië staat het Balinees op nummer 8, volgens de totalen van het aantal sprekers als eerste Bali-Sasaktaal op nummer 13.

Balinees · Sasak · Soembawarees